# Summer Tour 2009
Summer Tour 2009 bylo druhé koncertní turné Demi Lovato. Národní turné začalo 21. června 2009 a skončilo 21. srpna 2009, obsahující celkem 47 měst. David Archuleta sloužil jako speciální host pro celé turné s výjimkou některých termínů turné na státních veletrzích, kdy David měl koncerty mimo toto turné. David také naplánoval sólo koncerty na termíny, které byly zrušeny, např. v Louisville a Grand Rapids. Předskokané KSM a Jordan Pruitt také vystupovali na vybraných termínech. Na tomto turné Demi podporovala své druhé album, Here We Go Again.
Poslední tři termíny turné byly přeplánovány a proběhly až v říjnu a listopadu 2009, jako další turné s jménem Fall Tour 2009. Toto turné zvítězilo v Choice Summer Tour na Teen Choice Awards v roce 2009, sdílené s Davidem Archuletou.

## Předskokani

### David Archuleta
| Pořadí | Název                            | Délka |
| ------ | -------------------------------- | ----- |
| 1.     | Touch My Hand                    |       |
| 2.     | Waiting For Yesterday            |       |
| 3.     | My Hands                         |       |
| 4.     | Somebody Out There               |       |
| 5.     | Works For Me                     |       |
| 6.     | A Little Too Not Over You        |       |
| 7.     | Don’t Let Go                     |       |
| 8.     | Barriers                         |       |
| 9.     | Apologize (píseň od OneRepublic) |       |
| 10.    | Zero Gravity                     |       |
| 11.    | Crush                            |       |

### KSM
| Pořadí | Název                   | Délka |
| ------ | ----------------------- | ----- |
| 1.     | I Want You to Want Me   |       |
| 2.     | Saturdays and Sundays   |       |
| 3.     | Don’t Rain on My Parade |       |
| 4.     | Distracted              |       |
| 5.     | Read Between The Lines  |       |

### Jordan Pruitt
| Pořadí | Název                     | Délka |
| ------ | ------------------------- | ----- |
| 1.     | Intro (Permission To Fly) |       |
| 2.     | Jump to the Rhythm        |       |
| 3.     | I Wanna Go Back           |       |
| 4.     | Don’t Lose Yourself       |       |
| 5.     | Outside Looking In        |       |
| 6.     | My Shoes                  |       |
| 7.     | One Love                  |       |

## Set list

### Summer Tour 2009
| Pořadí | Název                                                                          | Délka |
| ------ | ------------------------------------------------------------------------------ | ----- |
| 1.     | La La Land                                                                     |       |
| 2.     | So Far So Great                                                                |       |
| 3.     | Quiet (zahájení noci)                                                          |       |
| 4.     | Gonna Get Caught                                                               |       |
| 5.     | U Got Nothin’ On Me                                                            |       |
| 6.     | Got Dynamite (zahájení noci)                                                   |       |
| 7.     | Party                                                                          |       |
| 8.     | Trainwreck                                                                     |       |
| 9.     | Catch Me                                                                       |       |
| 10.    | This Is Me (přidáno 1. července 2009; s diváky)                                |       |
| 11.    | Until You’re Mine                                                              |       |
| 12.    | Solo                                                                           |       |
| 13.    | Stop the World                                                                 |       |
| 14.    | Two Worlds Collide                                                             |       |
| 15.    | Behind Enemy Lines                                                             |       |
| 16.    | (You Make Me Feel Like) A Natural Woman (píseň od Arethy Franklin/Carole King) |       |
| 17.    | Everytime You Lie                                                              |       |
| 18.    | Remember December                                                              |       |
| 19.    | Here We Go Again                                                               |       |
| 20.    | Přídavek: 1. Don’t Forget 2. Get Back                                          |       |

### Fall Tour 2009
| Pořadí | Název                                                              | Délka |
| ------ | ------------------------------------------------------------------ | ----- |
| 1.     | La La Land                                                         |       |
| 2.     | So Far So Great                                                    |       |
| 3.     | Quiet                                                              |       |
| 4.     | Gonna Get Caught                                                   |       |
| 5.     | U Got Nothin’ On Me                                                |       |
| 6.     | Got Dynamite                                                       |       |
| 7.     | Party                                                              |       |
| 8.     | Trainwreck                                                         |       |
| 9.     | Catch Me                                                           |       |
| 10.    | This Is Me (se svou sestrou Madison De La Garza nebo s diváky)     |       |
| 11.    | Until You’re Mine                                                  |       |
| 12.    | Solo                                                               |       |
| 13.    | Stop The World                                                     |       |
| 14.    | Two Worlds Collide                                                 |       |
| 15.    | Behind Enemy Lines                                                 |       |
| 16.    | (You Make Me Feel Like) A Natural Woman (píseň od Arethy Franklin) |       |
| 17.    | Everytime You Lie                                                  |       |
| 18.    | Remember December                                                  |       |
| 19.    | Here We Go Again                                                   |       |
| 20.    | Přídavek: 1. Don’t Forget 2. Get Back                              |       |

## Turné v datech
| Severní Amerika   |                 |     |                                |
| 21. června 2009   | Hartford        | USA | XL Center                      |
| 22. června 2009   | Wilkes-Barre    | USA | Wachovia Arena                 |
| 24. června 2009   | Uniondale       | USA | Nassau Coliseum                |
| 25. června 2009   | Newark          | USA | Prudential Center              |
| 26. června 2009   | Boston          | USA | Agganis Arena                  |
| 27. června 2009   | Philadelphia    | USA | Mann Music Theater             |
| 29. června 2009   | Duluth          | USA | The Arena                      |
| 1. července 2009  | Lafayette       | USA | Cajundome                      |
| 2. července 2009  | Little Rock     | USA | Verizon Arena                  |
| 3. července 2009  | Houston         | USA | Reliant Arena                  |
| 5. července 2009  | Grand Prairie   | USA | Nokia Theatre at Grand Prairie |
| 6. července 2009  | Tulsa           | USA | BOK Center                     |
| 9. července 2009  | Glendale        | USA | Jobing.com Arena               |
| 10. července 2009 | Fresno          | USA | Save Mart Center               |
| 11. července 2009 | San Jose        | USA | SJ Events Center               |
| 14. července 2009 | Seattle         | USA | WaMu Theater                   |
| 16. července 2009 | Sacramento      | USA | ARCO Arena                     |
| 17. července 2009 | Los Angeles     | USA | Nokia Theatre                  |
| 18. července 2009 | Las Vegas       | USA | Orleans Arena                  |
| 20. července 2009 | Denver          | USA | Wells Fargo Theater            |
| 22. července 2009 | Kansas City     | USA | Sprint Center                  |
| 24. července 2009 | Chicago         | USA | Allstate Arena                 |
| 25. července 2009 | Cincinnati      | USA | U.S. Bank Arena                |
| 27. července 2009 | Cleveland       | USA | Wolstein Center                |
| 28. července 2009 | Pittsburgh      | USA | Byome                          |
| 29. července 2009 | Greensboro      | USA | Greensboro Coliseum            |
| 31. července 2009 | Tampa           | USA | St. Pete Times Forum           |
| 1. srpna 2009     | Fort Lauderdale | USA | BankAtlantic Center            |
| 2. srpna 2009     | Orlando         | USA | Amway Arena                    |
| 4. srpna 2009     | Greenville      | USA | Bi-Lo Center                   |
| 6. srpna 2009     | Columbus, Ohio  | USA | Celeste Center                 |
| 8. srpna 2009     | Minneapolis     | USA | Target Center                  |
| 9. srpna 2009     | West Allis      | USA | Wisconsin State Fair           |
| 10. srpna 2009    | Indianapolis    | USA | Indiana State Fair             |
| 12. srpna 2009    | Nashville       | USA | Sommet Center                  |
| 13. srpna 2009    | St. Louis       | USA | Chaifetz Arena                 |
| 14. srpna 2009    | Moline          | USA | iWireless Center               |
| 15. srpna 2009    | Omaha           | USA | Qwest Center                   |
| 18. srpna 2009    | Clarkston       | USA | DTE Energy Music Theater       |
| 20. srpna 2009    | Fairfax         | USA | Patriot Center                 |
| 21. srpna 2009    | Hershey         | USA | Star Pavilion                  |

| Datum             | Lokace        | Místo konání                  |
| ----------------- | ------------- | ----------------------------- |
| 29. října 2009    | Manchester    | Verizon Wireless              |
| 30. října 2009    | Providence    | Dunkin' Donuts Center         |
| 1. listopadu 2009 | Atlantic City | Trump Taj Mahal Casino Resort |

### Zrušené termíny
| Datum             | Lokace                 | Místo konání    |
| ----------------- | ---------------------- | --------------- |
| 13. července 2009 | Portland, Oregon       | Rose Garden     |
| 5. srpna 2009     | Louisville, Kentucky   | Broadbent Arena |
| 17. srpna 2009    | Grand Rapids, Michigan | Van Andel Arena |